# 舊社 (苗栗縣)
舊社，是臺灣苗栗縣苑裡鎮的一個傳統地域名稱，位於該鎮中部。相較於今日行政區，其範圍大致與舊社里相近。

## 歷史
台灣清治末期至日治初期，舊社地區為一街庄，稱為「舊社庄」，隸屬於苗栗二堡。該庄北與田藔庄為鄰，東北一小段與大埔庄為界，東與山腳庄為鄰，南邊及西邊為社苓庄，西北邊一小段與貓盂庄為界。
1901年（日治明治三十四年）11月，該庄隸屬於苗栗廳。1909年（明治四十二年）10月，改隸屬於新竹廳。1920年（大正九年），該庄改制為「舊社」大字，隸屬於新竹州苗栗郡苑裡庄。1943年，苑裡庄升格為苑裡街。
戰後苑裡街改制為苑裡鎮，隸屬於苗栗縣，大字亦改制為里。

## 交通
國道3號又稱「福爾摩沙高速公路」，是貫穿台灣西部的兩條縱向高速公路之一，大致以北北西—南南東走向經過舊社地區西北部。境內未設交流道，但苑裡交流道即在南邊不遠處的縣道140號交會口，由此可快速前往台灣西部各地。
縣道121號是通霄至日南的道路，大致以北北西—南南東走向曲折經過本地區中部，向北可前往繞經山區前往通霄，向南可前往日南連上省道台1線。
縣道130號是苑裡至大湖八份的道路，大致以角度較大的V字形曲折經過本地區東北部，向西北可前往苑裡市區，向東北轉東可前往三義、大湖八份連接省道台3線。該道路經過本地區東北端邊界地帶時，有一段與縣道121號共線。

## 學校
- 致民國中（大部分）
- 山腳國小（部分）